# Église Saint-Maurice de La Chapelle-d'Abondance
L'église Saint-Maurice est une église française de religion catholique, située en Haute-Savoie, sur la commune de La Chapelle-d'Abondance. L'édifice est inscrit à l'inventaire général du patrimoine culturel, depuis 1995.

## Historique

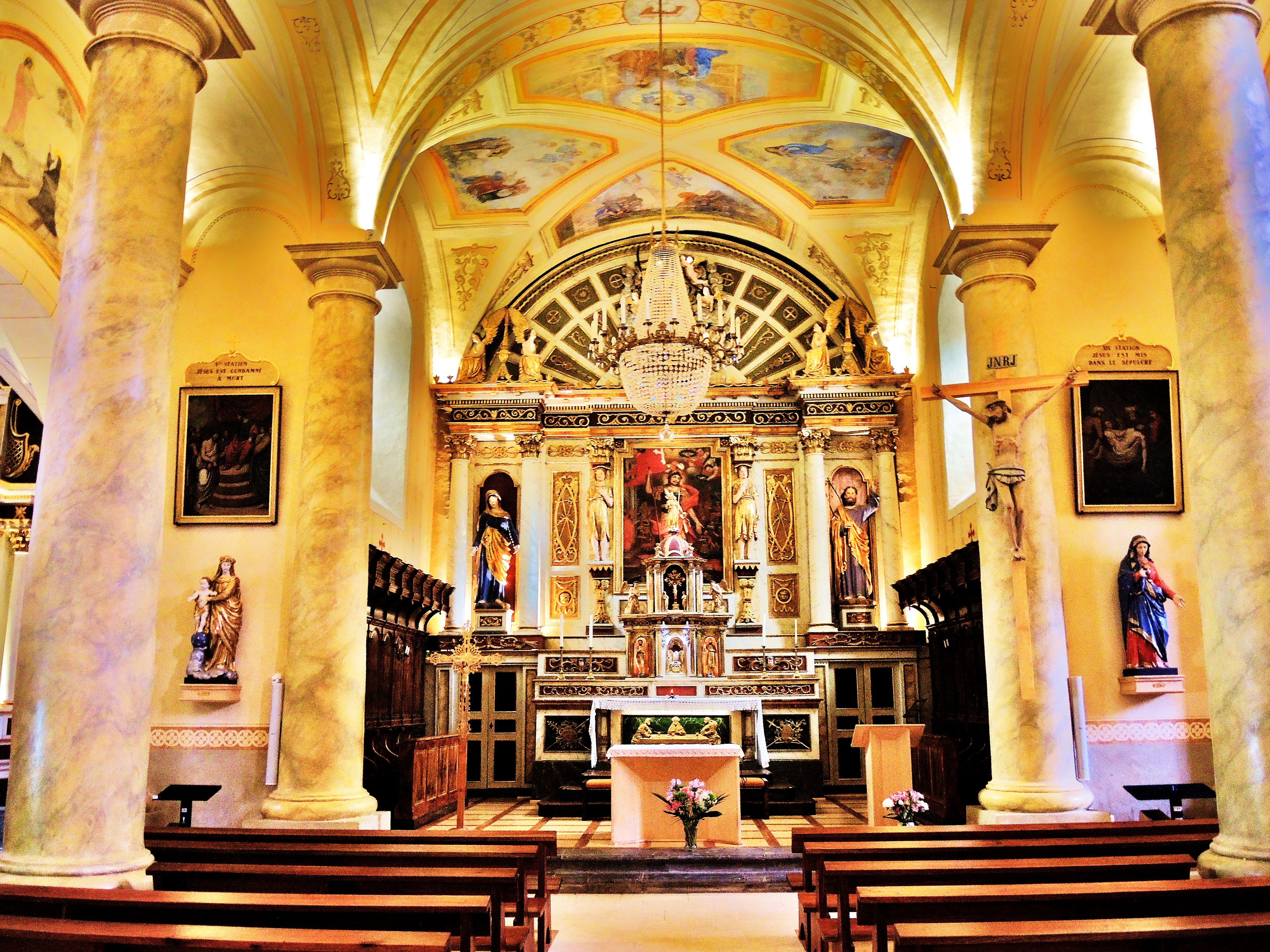
Nef de l'église.

L'église a connu une succession de trois constructions entre les XVe, XVe et XIXe siècles.
La première mention d'une église remonte à la visite pastorale de l'évêque de Genève de 1411.
L'agrandissement du village et l'existence de trois chapelles dans l'église amènent à construire un nouvel édifice en 1636,. Le clocher en bois est réédifié en dur en 1732/33,. En 1811, le clocher détruit durant l'occupation française est restauré,.
Plusieurs entrepreneurs locaux participent à la restauration de l'édifice. Elle est rehaussée par l'entrepreneur Jacques Besson entre 1846 et 1848,. À la fin du XIXe siècle, le portail de l'église est repris par l'entrepreneur Martinazzo.
En 1936, les peintures de l'intérieur du bâtiment sont restaurées par l'artiste Henri Modena[réf. nécessaire].
Elle est inscrite à l'inventaire général du patrimoine culturel, en 1995.
La précédente rénovation date de 2008 tout en gardant le style initial du lieu[réf. nécessaire].